# フジグラン東広島
フジグラン東広島（フジグランひがしひろしま）は、広島県東広島市に所在するショッピングセンターである。愛媛県松山市に本社を置くフジ・リテイリングが運営する。

## 概要
東広島市内のショッピングセンターで最大規模の商業施設面積とテナント数を持つ。。
2000年に西条駅前にあった「フジ東広島店」の規模拡大を図り、御薗宇に移転する形で開業した。その後フジ東広島店はフジグラン西条駅前として翌2001年に再開店したが、売上低迷により2007年9月、フジグラン東広島に機能を集約する形で閉店した。また高屋町の東広島ニュータウン内にも「ヴェスタ高屋店」があったが、こちらも2007年9月に閉店した。

## 館内
本館
- 1階 - 食品館（旧グランヴェスタ・東側）・生活館（旧:グランフジ・西側）・ファーストフード（マクドナルド、ケンタッキー、ミスタードーナツ）・ときめきタウン（専門店街）・ATMコーナー（他に広島信用金庫の出張所有）フロア
- 2階 - 生活館（ファッション・キッズ・家電等）・ときめきタウン（専門店街）・レストラン・フードコートのフロア・エディオン連絡通路
- 3階 - T・ジョイ東広島（シネマコンプレックス・6スクリーン・デジタル上映設備）・駐車場

テナント棟
- ペットショップ・ABCマート・アニメイト・ライトオン・薬局・しゃぶ葉・スシロー

その他
- [すかいらーくグループ]しゃぶ葉　東広島フジグラン店(おはしカフェガストを2015年3月転換）
- スシロー東広島店（ガスト横に2014年9月開業）
- 立体駐車場 - 本館2階と連絡通路で接続。
- エディオン東広島本店-2階と連絡通路で往来可能（2012年4月設置）。

## 主なテナント

### 本館
- TSUTAYA
- スポーツDEPO
- キハラ楽器
- ホビーゾーン
- 多山文具
- ハニーズ
- ザ・ダイソー
- ヴィレッジヴァンガード
- ドトールコーヒー
- UCCカフェメールカード
- マクドナルド
- ケンタッキー・フライド・チキン
- ミスタードーナツ
- さくらや
- 不二家
- 広島信用金庫
- T・ジョイ

### テナント棟
- ライトオン
- ABCマート
- 高山ペットショップ
- レディ薬局
- アニメイト
- しゃぶ葉
- スシロー

## T・ジョイ東広島
T・ジョイ東広島（ティ・ジョイひがしひろしま）は、フジグラン東広島に併設されるシネマコンプレックスである。
東広島市内では唯一の映画館であり、ティ・ジョイの1号館でもあり、東映グループとしても初のシネマコンプレックスである。
東広島市西条（旧賀茂郡西条町）は東映の元会長だった岡田茂の出身地として知られる。同市では1925年11月に設立された芝居小屋「朝日座」を前身とする「西条シネマ」が1985年に閉館し、T・ジョイ東広島が開館するまで15年間、定期的に映画鑑賞できる施設が存在せず、西条プラザや東広島市中央生涯学習センター（閉館済）で不定期に行われた映画鑑賞会を除いて見る機会がなかった。
2007年から2013年まで毎年、計5回にわたり開催された映画祭「東広島映画祭」の会場にもなった。
| シアター名 | 一般座席数 | 車いす席数 | 備考 |
| シアター 1 | 314席      | 2席        |      |
| シアター 2 | 130席      | 1席        |      |
| シアター 3 | 129席      | 1席        |      |
| シアター 4 | 103席      | 1席        |      |
| シアター 5 | 103席      | 1席        |      |
| シアター 6 | 182席      | 1席        |      |
| 総数       | 961席      | 7席        |      |

## 売上高
フジから発表されている、2008年（平成20年）2月期から2010年（平成22年）2月期の売上データである。2011年（平成23年）2月期以降（同年4月発表分）は店舗別のデータは公表されていない。なお、売上額の単位は百万円である。
| 期            | 売上額 | フジ全体での 売上順位 | 広島県内での 売上順位            | 前年比 | 出典                               |
| 平成20年2月期 | 9,296  | 7位                   | 4位 （広島・神辺・緑井に次いで） | 100.0% | 平成20年2月期 決算・参考資料 (PDF) |
| 平成21年2月期 | 8,935  | 8位                   | 4位 （神辺・広島・緑井に次いで） | 96.1%  | 平成21年2月期 決算・参考資料 (PDF) |
| 平成22年2月期 | 9,081  | 6位                   | 2位 （神辺に次いで）             | 非公表 | 平成22年2月期 決算・参考資料 (PDF) |

## 交通アクセス

### 自動車
- 国道375号（御薗宇バイパス）
- 国道2号（西条バイパス）

### バス
「フジグラン前」バス停下車
- - 西条-竹原線（芸陽バス[10]）：西条駅前方面 - フジグラン前 - 東広島駅・竹原駅方面
  - 安芸津-西条線（芸陽バス）：西条駅前方面 - フジグラン前 - 東広島駅・安芸津駅方面
  - 西条市街地循環バス「のんバス」[11]：（赤ルート→）西条駅・浄福寺橋方面 - フジグラン前 - 西条中央・西条駅方面（←青ルート）